# 絕地救援
是一部2015年美國科幻電影，由雷利·史考特執導，德魯·戈達德編劇。改編自安迪·威爾的小說《火星任務》。由麥特·戴蒙、潔西卡·崔絲坦、麥可·潘納、傑夫·丹尼爾、凱特·瑪拉、克莉絲汀·薇格、西恩·賓、賽巴斯汀·斯坦、艾賽兒·漢寧和奇維托·艾吉佛主演。
監製賽門·金柏格和二十世紀福斯開始於2013年3月開始發展本片，並找來了德魯·戈達德將小說改編成電影劇本。原本戈達德將會執導電影，但進度遲遲未推進，後來雷利·史考特取代了他作為導演，麥特·戴蒙被選作擔任主角、Genre Films製作。拍攝開始於2014年11月，主要取景地位于约旦和布达佩斯，歷時約70天左右。
電影於2015年9月11日在多倫多國際影展上展出，在美國定於2015年10月2日上映（含3D版）。電影好評如潮，主要稱讚演員的演出和故事的合理性；在美國上映首週以5430萬美元居冠，最終全球票房總計6.19億美元。获得第88届奥斯卡金像奖最佳影片、最佳男主角等7项提名，雷利·史考特赢得土星奖最佳导演奖。

## 劇情
西元2035年，美國國家航空暨太空總署（NASA）的戰神三號（Ares 3）进行載人登陸火星任务，任務原定全長31火星日，但在第18火星日（Sol 18）遇上時速175公里的沙塵暴而被迫中斷任務，所有人登上火星接駁小艇（MAV）離開。但在撤離時，太空人兼植物學家馬克·瓦特尼不幸被吹飞的天線打中失去蹤影。任務指揮官瑪麗莎·路易斯因上升載具過於傾斜而放棄搜索瓦特尼，被迫下令太空艙發射升空，而瓦特尼也因生命特征探测儀故障而被認定已經死亡。
在組員離開後，瓦特尼被太空衣的警報聲吵醒，發現自己被遺留在火星，并且太空衣被天線刺穿，幸好天線和流出的血把破洞封上，瓦特尼立即衝回居住艙（Habitat Module）處理傷口。之后開始點算物資，發現剩下的物資只能支持他一個人過309火星日，而下一次任務組員到火星需要4年時間。瓦特尼便继续尋找其他物資，並發現一個原定感恩節打開的箱子內塞滿了馬鈴薯。所幸瓦特尼是一名植物學家，瓦特尼決定用火星的土壤在居住艙種植馬鈴薯來续命。瓦特尼使用登陸舱留下的下降段用剩的聯氨來製造水（N2H4+ O2 → 2H2O + N2↑）來灌溉，並使用自己和其他組員的排遗物作肥料，成功種出馬鈴薯幼苗。
在第54火星日，NASA的地面人員透過衛星圖片發現戰神三號營區的火星探測車被移動過，太陽能板也被清潔乾淨，從而得知瓦特尼仍然在世，一邊繼續透過火星軌道衛星觀察，一邊籌備營救行動。之後，控制中心也觀察到瓦特尼駕駛火星探測車駛離營區，在計算其路線後確定瓦特尼正前往1997年所發射，因為小故障而失聯的拓荒者號降落地點。一小隊人立即前往噴氣推進實驗室尋找拓荒者號的複製品，並成功收到瓦特尼重啟拓荒者號傳送的訊息。
最初雙方只能透過拓荒者號的旋轉攝影機使用簡單的是非題對話，傳送對話更需約32分鐘，但瓦特尼覺得需要更複雜的天文工程對話，而26個字母加上問號會使得鏡頭旋轉角度太小（13度）造成辨識困擾，便從電子技術人員貝絲·喬韓森的筆電中找到16進位的標準代碼表，開始跟地面控制中心進行更複雜的對話，並根據地面控制中心的指引駭進火星探測車的電腦，令NASA透過拓荒者號連上探測車的頻段，從而能用文字進行對話。
過了一段時間，在第134火星日，當瓦特尼在返回營區時，居住艙突然發生爆炸性失壓，全部正在種植的馬鈴薯因暴露在火星的低溫低壓環境而死亡，且無法再次復播種植，瓦特尼只能倚靠之前收成的馬鈴薯生存下去，並將於600天左右斷糧。太空總署也決定發射搭載愛麗絲號（Iris）補給艇的擎天神5號運載火箭來把瓦特尼的任務時長拉長到接近900火星日，讓瓦特尼能撐到戰神四號任務抵達火星。但因時間緊迫而沒有進行全面檢查，因此忽略了這次補給是運送蛋白質塊，在發射時，產生的超重令蛋白質塊液化，導致愛麗絲號重量不均，令火箭在發射後約45秒因異常震動，於半空爆炸解體。
此时，中國國家航天局伸出了援手，向NASA表示中國的太陽神火箭能協助美國把愛麗絲號送到火星，NASA後來總結出兩份計劃：一是把愛麗絲號直接用太陽神送到火星，讓瓦特尼等到戰神四號的組員抵達；二是把愛麗絲號送到正在減速的賀密斯號（Hermes），並讓其加速，進行重力助推前往火星，把瓦特尼接走。NASA選擇了第一個，但飛行總監米區祕密地把計劃二的內容告知戰神三號的組員，並在全員贊成的情況下強行修改航道，迫使他們發射火箭，把愛麗絲號送上來。
NASA把計劃二告知瓦特尼，並指示他再次改裝火星探測車，前往預定戰神四號使用的接駁小艇的所在地。但噴氣推進實驗室的研究員發現：因賀密斯號進行重力助推後速度較快，只能進入較高軌道，而上升載具要載著一個人到達這個高度，必需減掉五千公斤的質量。因此，他們指示瓦特尼到達後把火箭的鼻錐、窗戶、控制台、座椅等等拆掉，僅剩下一張椅子和船殼，並從賀密斯號遙控升空。
在全球注目下，瓦特尼坐着戰神四號在戰神三號的駕駛員瑞克·馬提尼茲的控制下發射升空。但接駁小艇的高度不足，無法與賀密斯號會合。戰神三號的組員們商量後決定用姿態控制火箭下降高度，並引爆氣壓艙來減速，最終與接駁小艇的距離縮小為312米，相對速度降至每秒5米。而瓦特尼也刺穿手套令自己加速將距離縮短，並由指揮官露易斯成功抓住瓦特尼，把他帶上賀密斯號，返回地球。而全世界看著電視轉播的民眾也歡聲雷動。
最後，瓦特尼退出了太空人行列，轉為太空人培訓計劃的導師，並在第一天向學生分享了他在火星生存的經歷。而中美两国也以此为契机召开载人登火合作，后来发射的戰神五号火箭中，加入了中国太空人的身影。

## 演員
| 演員                           | 角色                           | 備註                                                                         | 配音     |
| 麥特·戴蒙 Matt Damon           | 馬克·沃特尼 Mark Watney        | 戰神三號的植物學家和工程师。                                                 | 孟令军   |
| 潔西卡·崔絲坦 Jessica Chastain | 瑪麗莎·露易斯 Melissa Lewis    | 戰神三號的指揮官，地质学家，军人出身。                                       | 王晓巍   |
| 麥可·潘納 Michael Pena         | 瑞克·馬提尼茲 Rick Martinez    | 戰神三號的駕駛員，軍人出身。是马克的好友。其後成為戰神五號任務的太空人之一。 | 赵鑫     |
| 凱特·瑪拉 Kate Mara            | 貝絲·喬韓森 Beth Johanssen     | 戰神三號的系统操作员。電腦工程師。後與貝克結婚，並生下一子。                 | 牟珈論   |
| 賽巴斯汀·斯坦 Sebastian Stan   | 克里斯·貝克醫生 Dr. Chris Beck | 戰神三號的医务官。後與喬韓森結婚，與其育有一子。                             | 崔曉東   |
| 艾賽兒·漢寧 Aksel Hennie       | 亞力克斯·沃格 Alex Vogel       | 戰神三號的导航员、化學家。                                                   | 何忠石   |
| 傑夫·丹尼爾 Jeff Daniel        | 泰迪·山德斯 Teddy Sanders      | 美國國家航空暨太空總署（NASA）署長。                                         | 杨波     |
| 克莉絲汀·薇格 Kristen Wiig     | 安妮·蒙特羅斯 Annie Montrose   | 美國國家航空暨太空總署（NASA）新闻部主管。                                   | 纪艳芳   |
| 西恩·賓 Sean Bean              | 米區·亨德森 Mitch Henderson    | 美國國家航空暨太空總署（NASA）戰神三號任务主管。                             | 王利軍   |
| 奇維托·艾吉佛 Chiwetel Ejiofor | 文森·克普爾 Vincent Kapoor     | 美國國家航空暨太空總署（NASA）火星任务主管。                                 | 郭金非   |
| 唐納·葛洛佛 Donald Glover      | 李察·普奈爾 Rich Purnell       | 噴射推進實驗室的航天动力学家。                                               | 高晗     |
| 黃凱旋 Benedict Wong           | 布魯斯·吳 Bruce Ng             | 噴射推進實驗室主管。负责营救计划的火箭设计。                                 | 虞桐偉   |
| 麥坎西·黛維斯 Mackenzie Davis  | 明蒂·帕克 Mindy Park           | 任務控制中心衛星策划员。                                                     | 楊鳴     |
| 高雄 Eddy Ko                   | 郭明 Guo Ming                  | 中國國家航天局（CNSA）首席科學家。                                           | 虞桐偉   |
| 陳數 Chen Shu                  | 朱濤 Zhu Tao                   | 中國國家航天局（CNSA）副首席科學家。                                         | 使用原声 |

## 制作

### 开发
影片改编自威尔2011年同名小说，由斯科特执导，德魯·戈達德编剧。二十世紀福斯在2013年3月买下小说改编权，制片人賽門·金柏格负责将小说开发成电影。5月份，金柏格和片方就影片的编剧和导演展开谈判。金柏格写剧本，马特·戴蒙表示金柏格执导的话，有兴趣参演。戈達德后来找机会导演漫画改编电影《邪惡六人組》。金柏格之后买下《火星救援》原著，吸引斯科特的注意。2014年5月，斯科特和片方就达蒙饰演片中滞留宇航员一角洽谈。斯科特说，他被科学的强调吸引住，认为可能实现寓教于乐的平衡。达蒙也说他被小说、剧本和与斯科特合作的机会迷上了。斯科特确认参与后，计划迅速获得批准，步入正轨。戈達德后来告诉《剧本创意》（Creative Screenwriting）杂志表示，和他相比，斯科特拍这部电影要好得多：“既然是斯科特，协调就不在话下，因为我很尊敬他。每天我都会环顾四周，想着‘雷德利·斯科特真的在做这部作品吗？太让人兴奋了！’”

### 摄制

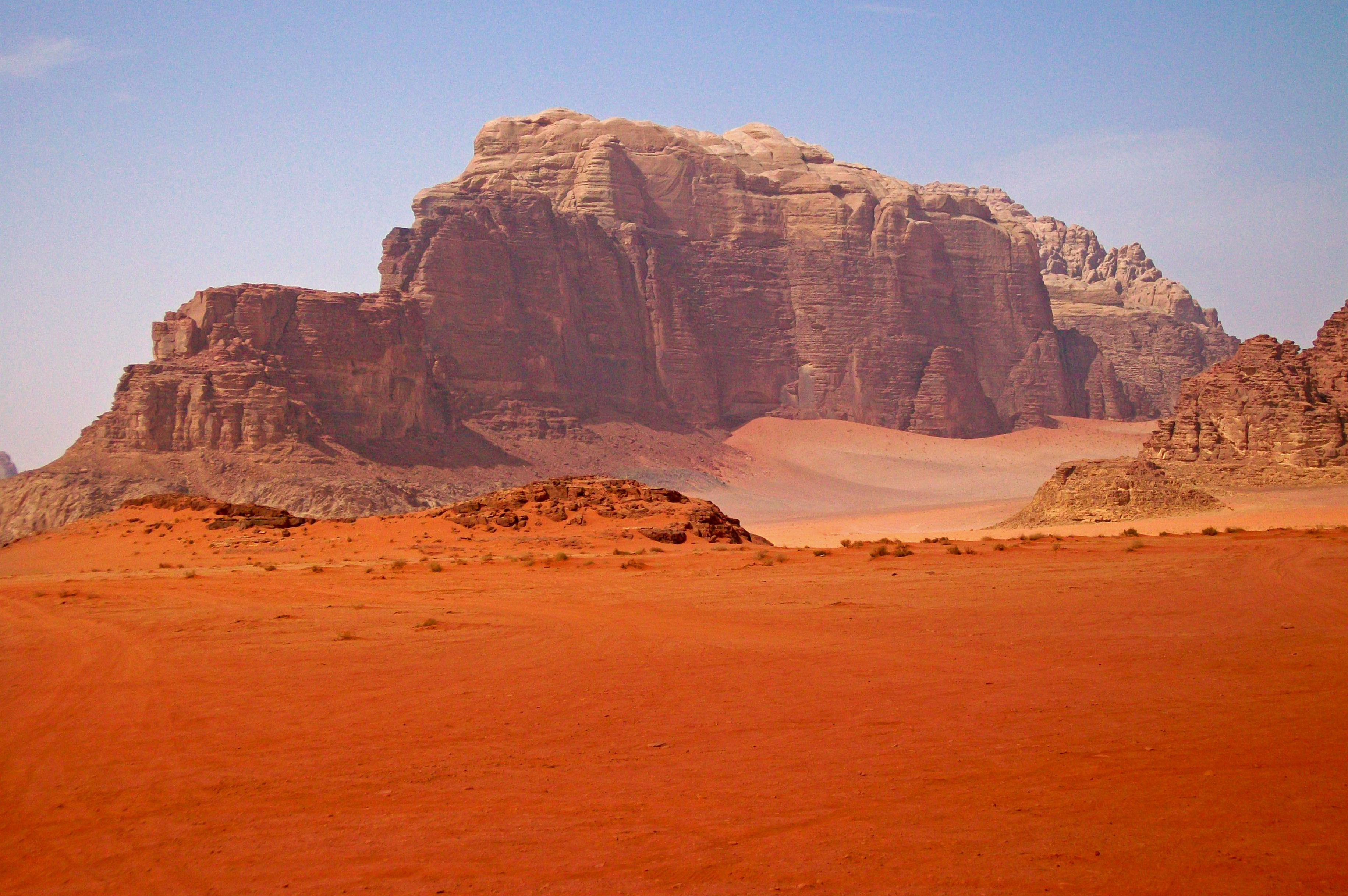
火星外景取景于约旦瓦地伦。

影片内景于匈牙利首府布达佩斯以西26公里的制酒重镇艾杰克的科罗达制片厂搭建。里面拥有世界最大的片场系统。影片于2014年11月24日开拍。斯科特选择用3D摄影机拍摄影片。大约20套布景为影片搭建（斯科特2014年作品《法老与众神》有70套布景，2007年作品《美國黑幫》有100多套）。取景片场旁边的片场中种植着货真价实的马铃薯。六人团队为影片设计了15套服装。马特·达蒙在场的部分外景于2015年3月在联合国教科文组织世界遗产地约旦瓦地伦取景，一共拍了八天。瓦地伦也是其他火星背景电影的取景地，例如2000年的《火星任务》和《红色星球》、2013年的《火星上的最后时日》。影片的拍摄总共持续了大约70天。一架特制火星车模型为影片搭建，为了对約旦人民的热情好客表示感谢，主创团队向他们赠送了这架模型，模型目前在约旦皇家汽车博物馆展览。
威尔在他的小说中避免写道惠特尼孤独绝望。惠特尼的幽默特质在影片中保留，斯科特还展现了主角在荒芜、尘埃滚滚的火星景观中孤独。《荷里活報道》的托德·麦卡锡写道：“回到地球上的场景为火星的干旱带来忙碌、数量稠密的配重，得到约旦瓦地伦附近地区的外景的辉煌呈现。”达蒙表示，他和斯科特受到展现受困登山者的2003年纪录电影《冰峰168小时》启发。斯科特还希望片中惠特尼像鲁滨逊这个与世隔绝的角色，但认为片中他又有点不同，因为他在各种任务摄影机的监控下自行监测他的行为。
按照斯科特的说法，影片剪辑第一版长达2小时45分钟。家用媒体发行的是加长版，2小时31分钟。

### NASA的参与

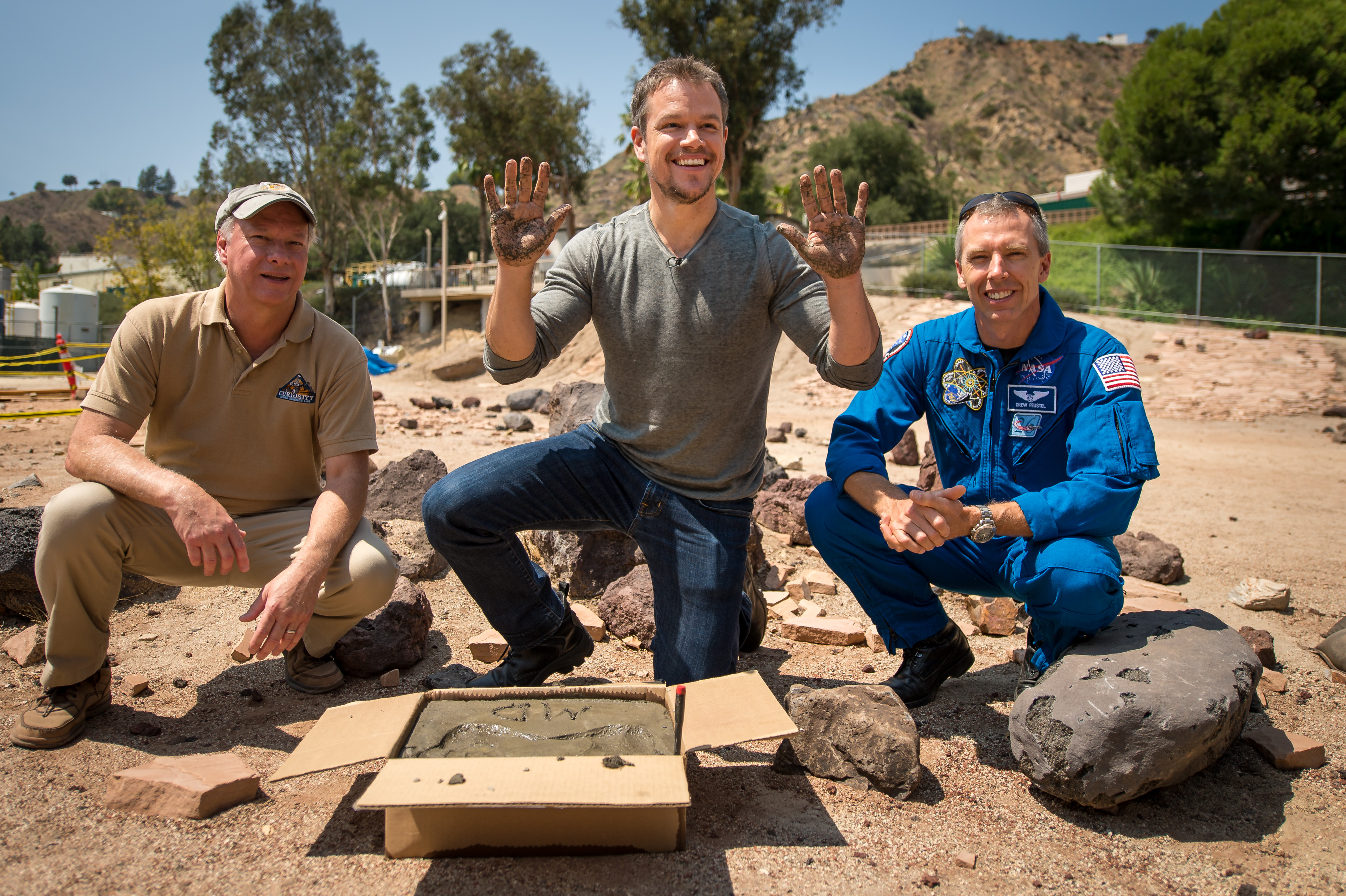
达蒙在喷气推进实验室留下手印，吉姆·埃里克森（左）和安德鲁·J·费斯特尔（右）陪同在侧。

小说发行时，美国国家航空航天局邀请威尔参观林顿·约翰逊太空中心和喷气推进实验室。斯科特开始准备影片时，威尔联系航空航天局协拍。斯科特和制片人马克·赫芬姆举行第一次制作会议时，他们打电话给航空航天局，和局子的电影和电视联络员伯特·乌尔里奇（Bert Ulrich）对话。航空航天局看到影片有推广太空探索的潜质，决定协助剧组刻画片中的科学和技术。参与合作的航空航天局重要职员有行星科学处处长詹姆斯·L·格林和太阳系探索项目执行官戴夫·拉弗里。开拍前，斯科特和格林有过两次交谈。在一个月的时间内，航空航天局每周回答问题，总共数百个，从放射性同位素系统，到日后火星宇航员住所“棚屋”的可能模样。这些问题由格林回答，或是交给相关的专家，之后转交给斯科特团队，让他们为制片找路子。航空航天局还发去数百张火星和展现计算机显示屏模样的控制中心的图像文件。格林安排布景师亚瑟·麦克斯参观休斯敦约翰逊太空中心，亚瑟花了八个钟头会见了多位专家，拿到数百张图片。布景团队在片场搭建了非常现代化的未来主义任务控制中心。在《Ars Technica》看来，这描绘了“我们所有人幻想的太空中心”，一反约翰逊中心“衰败大学校园”模样。
《新闻周刊》称，航空航天局在影片中的合作超出大多数电影：“航空航天局许多部门的员工都在影片中进行咨询，从剧本开发到主体摄影，再到现在帮助宣传到剧院上映”。期间，航空航天局的制片联络员将影片剧本首页于2014年12月5日搭载于执行探索飞行任务1号的猎户座飞船。
《洛杉磯時報》表示航空航天局和科学界普遍认为影片是普及載人火星任務的办法。《纽约时报》报道称影片是“航空航天局的完美植入，他们在其网站上宣传这部影片已经得到回报。星期一（2015年9月28日），科学家宣布火星侦察轨道器摄影机拍到的画面出现了液态水的标志，这时机暗示航空航天局一定拿下了整个跨界宣传活动。”航空航天局项目经理吉姆·埃里克森表示将向观众展示人类前往火星的“风险和回报”。
2015年10月，航空航天局上线了追随惠特尼火星跋涉征程的网页工具，并详述未来的计划和现实中人类旅行火星中太空航行對人體的影響

## 音乐
电影原声由哈利·葛瑞森-威廉斯负责制作，这也是他与导演雷德利·斯科特的第四次合作。在影片中穿插了多首20世纪的迪斯科金曲成为一个亮点。
《I Will Survive》作为片尾曲，以呼應本電影主題。呼應就算情勢再如何險惡、生存機會再如何地渺茫，也要有嘗試挑戰活下去的勇氣。
电影中出现过的1970年代歌曲如下：
- "Turn the Beat Around" by Vicki Sue Robinson
- "Hot Stuff" by Donna Summer
- "Rock the Boat" by The Hues Corporation
- "Don't Leave Me This Way" by Thelma Houston
- "Starman" by David Bowie
- "Waterloo" by ABBA
- "Love Train" by The O'Jays
- "I Will Survive" by Gloria Gaynor (片尾曲)

## 宣传
二十世纪福斯为影片启动了病毒行銷活动。2015年6月7日，美国太空總署太空人迈克尔·马西莫诺分享了一段太空影片Podcast，介绍达蒙的角色及其他机组成员。Ars Technica认为，短片和斯科特2012年电影《普罗米修斯》的病毒影片类似，风格上都是“制作华丽丽的虚构宣传物料”。制片方之后于6月8日发布正式预告片。《福布斯》杂志表示：“二十世纪福斯剪出了一部非常的完美的预告片，绝对会推动票房。片子定下了赌注，呈现出一位富有同情心的主角，炫耀了全明星阵容，抛出了可能的宣传口号，以严酷幽默的台词收尾”。《吉米·坎摩尔直播秀》主持人吉米·坎摩尔发布了一段改版预告片《大师太空人：火星任务》（The Mastronaut: Emission to Mars），花式恶搞剪辑原版影片。
8月初，福斯发布主创访谈片段。中旬，另一段预告片发布，同时美国太空總署在喷气推进实验室举办“火星人日”，宣传影片并强调太空计划目前致力于载人火星任务的实现。8月下旬，福斯发布《名人谈星》特集，其中天体物理学家尼尔·德·格拉斯·泰森讲解了旅行到火星的危害。9月，斯科特的RSA Films发布影片先导片段。片中，达蒙身穿Under Armour运动服，积极参与他的异星任务。

## 發行
電影原定於2015年11月25日上映；在2015年6月10日，宣布改至10月2日。

## 評價

### 專業影評
電影整體獲得了正面的評價。爛番茄根據207篇專業影評持有94%的新鮮度，平均得分7.6／10；該網站共識：「聰明、驚險、令人驚奇的扣人心弦，《絕地救援》擁有最佳男主角麥特·達蒙和導演雷德利·史考特的忠實暢銷書改編」。Metacritic得分81（滿分100），好評居多。
《綜藝》的首席國際影評人彼得·迪布吉稱讚《絕地救援》為「一個迷人和謹慎求實的外太空生存故事」。《衛報》的亨利·貝爾比斯從五顆星給了本片三顆星的評價，他將電影拿來放於《異形》（1979年）和《普羅米修斯》（2012年）之間，並認為這部並不是史考特最好的作品，但可說是他近年來最好的一部。
中国科幻作家与影评人认为，科学知识丰富、细节真实、对原著还原度高、饱含乐观主义精神是本片的特点和优点。

### 票房
北美方面，首周票房5430萬美元位居第一名，排於《尖叫旅社2》前。並在下一周以3700萬美元再度登冠。在連續蟬聯兩周冠軍後，中途於第42周被《怪物遊戲》搶下冠軍。後在第43和44周《絕地救援》隔周第三度與第四度登顶。
中国大陆方面，首周5天入账3.1亿人民币居榜首，次周收1.72亿蝉联冠军。第三周再收8000万列第三位，最终成绩为5.87亿。
台灣方面，首週四天票房為新台幣5900萬元；次週票房累計至新台幣1.24億元；第三週票房累計至新台幣1.55億元；第四週票房累計至新台幣1.72億元。
| 上一届： 《尖叫旅社2》    | 2015年美國週末票房冠軍 第40-41周                         | 下一届： 《怪物遊戲》      |
| 上一届： 《怪物遊戲》     | 2015年美國週末票房冠軍 第43-44周                         | 下一届： 《007：惡魔四伏》 |
| 上一届： 《高年級實習生》 | 2015年台北週末票房冠軍 第40-41周                         | 下一届： 《高年級實習生》  |
| 上一届： 《珠峰浩劫》     | 2015年香港一週票房冠軍 第39-40周                         | 下一届： 《我的少女時代》  |
| 上一届： 《007：幽靈黨》  | 2015年中国内地一周票房冠军 第48-49周（11月23日—12月6日） | 下一届： 《极盗者》        |

## 榮譽
| 獎項               | 類別                       | 得獎人                                                                | 結果 |
| ------------------ | -------------------------- | --------------------------------------------------------------------- | ---- |
| 第88屆奧斯卡金像獎 | 最佳影片                   | 賽門·金柏格，雷利·史考特，麥可·謝弗，馬克·赫芬姆                      | 提名 |
| 第88屆奧斯卡金像獎 | 最佳男主角                 | 麥特·戴蒙                                                             | 提名 |
| 第88屆奧斯卡金像獎 | 最佳改編劇本               | 德魯·戈達德                                                           | 提名 |
| 第88屆奧斯卡金像獎 | 最佳視覺效果               | Chris Lawrence，Tim Ledbury，Richard Stammers，Steven Warner          | 提名 |
| 第88屆奧斯卡金像獎 | 最佳藝術指導               | Arthur Max，Celia Bobak                                               | 提名 |
| 第88屆奧斯卡金像獎 | 最佳音效剪輯               | Oliver Tarney                                                         | 提名 |
| 第88屆奧斯卡金像獎 | 最佳混音                   | Paul Massey，Mark Taylor，Mac Ruth                                    | 提名 |
| 第73屆金球獎       | 最佳音樂及喜劇電影         |                                                                       | 獲獎 |
| 第73屆金球獎       | 最佳導演                   | 雷利·史考特                                                           | 提名 |
| 第73屆金球獎       | 最佳音樂及喜劇類電影男主角 | 麥特·戴蒙                                                             | 獲獎 |
| 國家評論協會獎     | 最佳導演                   | 雷利·史考特                                                           | 獲獎 |
| 國家評論協會獎     | 最佳男主角                 | 麥特·戴蒙                                                             | 獲獎 |
| 國家評論協會獎     | 最佳改編劇本               | 德魯·戈達德                                                           | 獲獎 |
| 英国电影学院奖     | 最佳导演                   | Ridley Scott                                                          | 提名 |
| 英国电影学院奖     | 最佳男主角                 | Matt Damon                                                            | 提名 |
| 英国电影学院奖     | 最佳剪辑                   | Pietro Scalia                                                         | 提名 |
| 英国电影学院奖     | 最佳视觉效果               | Chris Lawrence, Tim Ledbury, Richard Stammers, and Steven Warner      | 提名 |
| 英国电影学院奖     | 最佳艺术指导               | Arthur Max and Celia Bobak                                            | 提名 |
| 英国电影学院奖     | 最佳音效                   | Paul Massey, Mac Ruth, Oliver Tarney, and Mark Taylor                 | 提名 |
| 第20届卫星奖       | 最佳电影                   |                                                                       | 提名 |
| 第20届卫星奖       | 最佳导演                   | Ridley Scott                                                          | 提名 |
| 第20届卫星奖       | 最佳电影男主角             | Matt Damon                                                            | 提名 |
| 第20届卫星奖       | 最佳改编剧本               | Drew Goddard                                                          | 提名 |
| 第20届卫星奖       | 最佳摄影                   | Dariusz Wolski                                                        | 提名 |
| 第20届卫星奖       | 最佳剪辑                   | Pietro Scalia                                                         | 提名 |
| 第20届卫星奖       | 最佳音效                   |                                                                       | 獲獎 |
| 第20届卫星奖       | 最佳视觉效果               |                                                                       | 提名 |
| 第42届土星奖       | 最佳科幻电影               |                                                                       | 提名 |
| 第42届土星奖       | 最佳导演                   | Ridley Scott                                                          | 獲獎 |
| 第42届土星奖       | 最佳编剧                   | Drew Goddard                                                          | 提名 |
| 第42届土星奖       | 最佳男主角                 | Matt Damon                                                            | 提名 |
| 第42届土星奖       | 最佳女主角                 | Jessica Chastain                                                      | 提名 |
| 第42届土星奖       | 最佳视觉效果               | Anders Langlands, Chris Lawrence, Richard Stammers, and Steven Warner | 提名 |

## 科学谬误
有物理學家指出，由於火星上的大氣密度只有地球的1%，所以就算發生時速170公里的沙塵暴，所產生的力道可能連樹葉都吹不動。因此火箭這麼重的東西不太可能被吹歪。

## 外部連結
- 官方网站
- 互联网电影数据库（IMDb）上《絕地救援》的资料（英文）
- Metacritic上《絕地救援》的資料（英文）
- 爛番茄上《絕地救援》的資料（英文）
- Box Office Mojo上《絕地救援》的資料（英文）
- AllMovie上《絕地救援》的资料（英文）
- 開眼電影網上《絕地救援》的資料（繁體中文）
- 时光网上《絕地救援》的資料（简体中文）
- 豆瓣电影上《絕地救援》的資料 （简体中文）